# Manomera
Manomera is een geslacht van Phasmatodea uit de familie Diapheromeridae. De wetenschappelijke naam van dit geslacht is voor het eerst geldig gepubliceerd in 1907 door Rehn & Hebard.

## Soorten
Het geslacht Manomera omvat de volgende soorten:
- Manomera blatchleyi
- Manomera brachypyga Rehn & Hebard, 1914
- Manomera tenuescens (Scudder, 1900)